# Seventh Tree
Seventh Tree – czwarty studyjny album brytyjskiego duetu Goldfrapp. Został oryginalnie wydany przez Mute Records 22 lutego 2008 w Australii, 25 lutego w Wielkiej Brytanii, a dzień później w USA. Płyta otrzymała w większości pozytywne recenzje i była sukcesem na listach sprzedaży. Album promowały cztery single: „A&E”, „Happiness”, „Caravan Girl” i „Clowns”.

## Spis utworów
Wszystkie utwory napisane i skomponowane przez Alison Goldfrapp i Willa Gregory’ego.
1. „Clowns” – 4:10
2. „Little Bird” – 4:26
3. „Happiness” – 4:18
4. „Road to Somewhere” – 3:53
5. „Eat Yourself” – 4:08
6. „Some People” – 4:42
7. „A&E” – 3:19
8. „Cologne Cerrone Houdini” – 4:27
9. „Caravan Girl” – 4:07
10. „Monster Love” – 4:22

Bonusowe utwory na wersj cyfrowej
1. „Clowns” (Instrumental) – 4:11
2. „You Never Know” (Live in London) – 3:49

## Notowania
| Kraj i lista                       | Pozycja |
| ---------------------------------- | ------- |
| Australia (ARIA)                   | 11      |
| Austria (Ö3 Austria Top 40)        | 37      |
| Francja (SNEP)                     | 37      |
| Hiszpania (Promusicae)             | 72      |
| Holandia (MegaCharts)              | 24      |
| Irlandia (IRMA)                    | 9       |
| Kanada (Billboard Canadian Albums) | 28      |
| Niemcy (Media Control)             | 21      |
| Norwegia (VG-lista)                | 18      |
| Nowa Zelandia (RMNZ)               | 39      |
| Portugalia (AFP)                   | 18      |
| Stany Zjednoczone (Billboard 200)  | 48      |
| Szwajcaria (Alben Top 100)         | 11      |
| Wielka Brytania (UK Albums Chart)  | 2       |
| Włochy (FIMI)                      | 57      |

## Certyfikaty
| Kraj                  | Certyfikat  |
| --------------------- | ----------- |
| Wielka Brytania (BPI) | złota płyta |